# August Friedrich von Köstlin

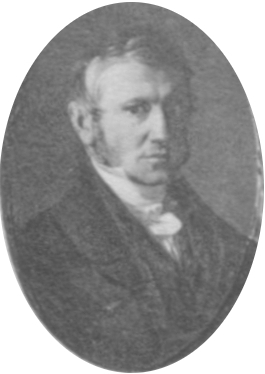
August Friedrich von Köstlin

August Friedrich Köstlin, ab 1846 von Köstlin (* 4. Juli 1792 in Nürtingen; † 12. August 1873 in Stuttgart), war ein deutscher Jurist, württembergischer Staatsrat und Konsistorialpräsident.

## Leben und Wirken
August von Köstlin, der jüngste Sohn des Nürtinger Diakons, nachmaligen Dekans und (Ehren-)Prälaten Nathanael Köstlin und der Sibylle Friederike Cless (1751–1824), kam 1805 als „Hospes“ (Gastschüler) auf das Evangelisch-theologische Seminar Blaubeuren und studierte seit 1808 Jura an der Universität Tübingen. Durch seinen Bruder Heinrich Köstlin stieß er zum romantischen Freundeskreis um Justinus Kerner, Karl Mayer und Ludwig Uhland und schloss sich der jüngeren schwäbischen Dichterschule um Gustav Schwab und August Mayer an.
Nach dem Examen im Frühjahr 1812 trat er in den württembergischen Staatsdienst ein, wurde 1817 Sekretär beim Geheimrat in Stuttgart, 1822 Regierungsrat bei der Oberregierung, 1830 Oberregierungsrat. Seine Studie Die Verwaltungs-Justiz nach französischen Grundsätzen. Ein Beytrag zu der Lehre von den Gränzen der Justiz und der Verwaltung erschien 1823 anonym. Von 1829 bis 1864 gehörte Köstlin der Zentralleitung des Württembergischen Wohltätigkeitsvereins an, und er unterstützte als Vorstand der königlichen Aufsichtskommission für die psychiatrischen Anstalten Winnental und Zwiefalten die Reformbemühungen seines Bruders Heinrich.
Mit dem Aufbau des württembergischen Eisenbahnwesens unter staatlicher Regie wurde eine eigene Kommission im Innenministerium gebildet und Köstlin zu ihrem Direktor bestellt. So wirkte er maßgeblich an der Formulierung des Eisenbahngesetzes vom 18. April 1843 mit, das die umstrittene Trassenführung von Stuttgart über das Filstal und die Geislinger Steige nach Ulm festschrieb. Im Jahr 1844 wurde Köstlin zum Regierungsdirektor, 1847 zum Staatsrat und Mitglied des Geheimen Rats ernannt.
In einem Memorandum für den großdeutsch gesinnten König Wilhelm I. von Württemberg vom Frühjahr 1849 teilte August Köstlin die Auffassung des Journalisten Paul Pfizer und votierte für eine Vereinigung Deutschlands unter preußischer Führung und unter Ausschluss Österreichs. Im Oktober desselben Jahres wies er auf die Gefahr einer Isolierung Württembergs gegenüber dem Dreikönigsbündnis hin, einem Zusammenschluss der Königreiche Preußen, Sachsen und Hannover. Kurz darauf stellte sich Köstlin gegen das seiner Meinung nach zu harte Vorgehen des Geheimrats gegen Staatsdiener, die sich in der Revolution von 1848 politisch engagiert hatten (1854 nahm er den Schriftsteller Wilhelm Zimmermann in den württembergischen Kirchendienst auf). Dieses mutige Eintreten für seine Überzeugungen kostete ihn die Stellung im Geheimrat, was einen erheblichen Einkommensverlust bedeutete.
Dennoch berief König Wilhelm I. Köstlin 1852 zum Konsistorialpräsidenten, da er nur ihm zutraute, „auf den konfessionellen Hader und den Streit der Parteien beruhigend und versöhnend zu wirken“. Unter seiner Leitung erhielt die württembergische Landeskirche zwar eine synodale Ordnung, doch sorgte Köstlin dafür, dass das Kultusministerium die landesherrliche Kirchengewalt in vollem Umfang behielt, und nicht, wie von liberalen Kirchenreformern gewünscht, nur auf eine Kontrollfunktion beschränkt wurde. In der leidigen Konkordatsfrage von seinem König 1861 zu einem Gutachten aufgefordert sprach sich Köstlin gegen einen Staatsvertrag mit dem Vatikan und für eine mit dem Heiligen Stuhl zu vereinbarende Regelung des Verhältnisses von Kirche und Staat im Rahmen der württembergischen Landesgesetzgebung aus. Dieses Gesetz kam 1862 zustande.
Nach dem Ausscheiden des Kultusministers Gustav von Rümelin wurde Köstlin 1861 die Nachfolge angetragen: er verzichtete aus Alters- und Gesundheitsgründen. Fünf Jahre später erfolgte die Versetzung in den Ruhestand, doch gehörte Köstlin weiterhin als Ehrenmitglied dem Konsistorium an und blieb Vorsitzender diverser Kommissionen. An der ersten Evangelischen Landessynode von 1869 nahm er als gewählter Abgeordneter für Tuttlingen und Senior teil. Die Novemberverträge von 1870, die den Beitritt der süddeutschen Staaten zum Norddeutschen Bund besiegelten, werden ihm eine späte Genugtuung gewesen sein.
August von Köstlin widmete sich zeitlebens auch den Schönen Künsten: Nach dem Tode von Johann Heinrich Dannecker (1758–1841) wirkte er von 1842 bis 1867 im Nebenamt als Direktor der staatlichen Kunstschule (nachmals Kunstakademie Stuttgart) sowie der staatlichen Kunstsammlungen, der heutigen Staatsgalerie Stuttgart. In dieser Eigenschaft führten ihn Dienstreisen 1842 und 1858 auf die Kunstausstellungen nach München, 1855 auf die Weltausstellung nach Paris. Bei der Kontaktpflege zu den bedeutendsten Künstlern in Württemberg seiner Zeit erhielt Köstlin maßgebliche Hilfe von seiner Frau Wilhelmine, geb. Mayer, eine Schwester des Dichterjuristen Karl Mayer und des Landschaftsmalers Louis Mayer. Sie organisierte regelmäßige häusliche Treffen, engagierte sich in der Stuttgarter Museumsgesellschaft, setzte sich aber auch vehement für eine Sozialfürsorge ein.
Hochgeehrt – 1846 Komtur des Ordens der württembergischen Krone, womit der persönliche Adel verbunden war, 1860/61 Großkreuz des Friedrichsordens mit Stern – starb August von Köstlin nach schwerer Krankheit am 12. August 1873. Sein Grab ist auf dem Stuttgarter Hoppenlaufriedhof noch erhalten.
Mit einem Nekrolog im Schwäbischen Merkur (Kronik), Nr. 243 vom 12. Oktober 1873, S. 2329 f., wurden seine Verdienste gewürdigt.

## Familie
August von Köstlin war seit 1822 mit Wilhelmine Mayer (1798–1867) von Heilbronn, Tochter von Friedrich Christoph Mayer (1762–1841), verheiratet, mit der er sechs Kinder hatte, darunter die Sängerin und Gesangslehrerin Wilhelmine („Mimi“) Köstlin (1824–1904), den Ingenieur August Köstlin (1825–1894), Redakteur der Allgemeinen Bauzeitung in Wien, verheiratet mit Therese Schurz (1830–1872), einer Nichte des Dichters Nikolaus Lenau, sowie den Juristen und Zellengefängnisdirektor Karl von Köstlin (1827–1909) in Heilbronn, verheiratet mit Anna Scholl (1836–1922).

## Einzelnachweis
1. ↑  Eine schöne Gesellschaft widmet sich der Kunst von Tilman Krause in: welt online vom 10. April 2004

| Personendaten    | Personendaten                                        |
| ---------------- | ---------------------------------------------------- |
| NAME             | Köstlin, August Friedrich von                        |
| ALTERNATIVNAMEN  | Köstlin, August Friedrich                            |
| KURZBESCHREIBUNG | deutscher Verwaltungsjurist, Jurist im Kirchendienst |
| GEBURTSDATUM     | 4. Juli 1792                                         |
| GEBURTSORT       | Nürtingen                                            |
| STERBEDATUM      | 12. August 1873                                      |
| STERBEORT        | Stuttgart                                            |